# Burgess Island (Neuseeland)
Burgess Island, auch Pokohinu genannt, ist die größte Insel der neuseeländischen Flax Islands, welche zu den Mokohinau Islands, gelegen etwa 55 km östlich der Nordinsel Neuseelands, zählen.

## Geographie
Die unregelmäßig geformte, leicht hügelige Insel ist rund 1,3 km lang (Nordost nach Südwest) und in der Inselmitte bis zu 600 m breit. 

## Nutzung
Auf Burgess Island befindet sich seit 1883 ein 14 m hoher Leuchtturm. Das Mokohinau Islands Lighthouse ist eines der Leuchtfeuer Neuseelands mit der größten Entfernung zu den Hauptinseln. Seit 1980 wird der Leuchtturm vollautomatisiert betrieben.